# Lucious Harris
Pour les articles homonymes, voir Harris.
 (octobre 2019).
Si vous disposez d'ouvrages ou d'articles de référence ou si vous connaissez des sites web de qualité traitant du thème abordé ici, merci de compléter l'article en donnant les références utiles à sa vérifiabilité et en les liant à la section « Notes et références ».
Lucious H. Harris  (né le 18 décembre 1970) est un ancien joueur américain de basket-ball de NBA  ayant évolué au poste d'arrière.